# UEFA Youth League 2013-2014
Navigation
Édition suivante
L'UEFA Youth League 2013-2014 est la 1re édition de l'UEFA Youth League. 32 clubs européens doivent y participer. La finale se déroule le 14 avril 2014 au Stade Colovray à Nyon (Suisse).
C'est une compétition de football réservée aux joueurs de moins de 19 ans. Elle oppose les équipes de moins de 19 ans des clubs professionnels qualifiés pour la Ligue des champions de l'UEFA 2013-2014.
La phase de groupes est calquée sur celle de la Ligue des champions de l'UEFA 2013-2014.

## Participants
| Phase de groupes | Phase de groupes | Phase de groupes | Phase de groupes | Phase de groupes | Phase de groupes | Phase de groupes                                                                                                  | Phase de groupes                                                                                                  | Phase de groupes                                                                                                  | Phase de groupes                                                                                                  | Phase de groupes                                                                                                  | Phase de groupes                                                                                                  | Phase de groupes | Phase de groupes | Phase de groupes | Phase de groupes | Phase de groupes | Phase de groupes | Phase de groupes | Phase de groupes | Phase de groupes | Phase de groupes | Phase de groupes | Phase de groupes |
| --- | --- | --- | --- | --- | --- | --- | --- | --- | --- | --- | --- | --- | --- | --- | --- | --- | --- | --- | --- | --- | --- | --- | --- |
| - Manchester United - Manchester City - Chelsea - Arsenal - FC Barcelone - Real Madrid - Atlético Madrid - Real Sociedad | - Manchester United - Manchester City - Chelsea - Arsenal - FC Barcelone - Real Madrid - Atlético Madrid - Real Sociedad | - Manchester United - Manchester City - Chelsea - Arsenal - FC Barcelone - Real Madrid - Atlético Madrid - Real Sociedad | - Manchester United - Manchester City - Chelsea - Arsenal - FC Barcelone - Real Madrid - Atlético Madrid - Real Sociedad | - Manchester United - Manchester City - Chelsea - Arsenal - FC Barcelone - Real Madrid - Atlético Madrid - Real Sociedad | - Manchester United - Manchester City - Chelsea - Arsenal - FC Barcelone - Real Madrid - Atlético Madrid - Real Sociedad | - Bayern Munich - Borussia Dortmund - Bayer Leverkusen - Schalke 04 - Juventus - SSC Naples - AC Milan - FC Porto | - Bayern Munich - Borussia Dortmund - Bayer Leverkusen - Schalke 04 - Juventus - SSC Naples - AC Milan - FC Porto | - Bayern Munich - Borussia Dortmund - Bayer Leverkusen - Schalke 04 - Juventus - SSC Naples - AC Milan - FC Porto | - Bayern Munich - Borussia Dortmund - Bayer Leverkusen - Schalke 04 - Juventus - SSC Naples - AC Milan - FC Porto | - Bayern Munich - Borussia Dortmund - Bayer Leverkusen - Schalke 04 - Juventus - SSC Naples - AC Milan - FC Porto | - Bayern Munich - Borussia Dortmund - Bayer Leverkusen - Schalke 04 - Juventus - SSC Naples - AC Milan - FC Porto | - Benfica Lisbonne - Paris Saint-Germain - Olympique de Marseille - CSKA Moscou - Zénith Saint-Pétersbourg - Ajax Amsterdam - Shakhtar Donetsk - Olympiakos | - Benfica Lisbonne - Paris Saint-Germain - Olympique de Marseille - CSKA Moscou - Zénith Saint-Pétersbourg - Ajax Amsterdam - Shakhtar Donetsk - Olympiakos | - Benfica Lisbonne - Paris Saint-Germain - Olympique de Marseille - CSKA Moscou - Zénith Saint-Pétersbourg - Ajax Amsterdam - Shakhtar Donetsk - Olympiakos | - Benfica Lisbonne - Paris Saint-Germain - Olympique de Marseille - CSKA Moscou - Zénith Saint-Pétersbourg - Ajax Amsterdam - Shakhtar Donetsk - Olympiakos | - Benfica Lisbonne - Paris Saint-Germain - Olympique de Marseille - CSKA Moscou - Zénith Saint-Pétersbourg - Ajax Amsterdam - Shakhtar Donetsk - Olympiakos | - Benfica Lisbonne - Paris Saint-Germain - Olympique de Marseille - CSKA Moscou - Zénith Saint-Pétersbourg - Ajax Amsterdam - Shakhtar Donetsk - Olympiakos | - Galatasaray - RSC Anderlecht - FC Copenhague - FC Bâle - Austria Vienne - Viktoria Plzeň - Steaua Bucarest - Celtic Glasgow | - Galatasaray - RSC Anderlecht - FC Copenhague - FC Bâle - Austria Vienne - Viktoria Plzeň - Steaua Bucarest - Celtic Glasgow | - Galatasaray - RSC Anderlecht - FC Copenhague - FC Bâle - Austria Vienne - Viktoria Plzeň - Steaua Bucarest - Celtic Glasgow | - Galatasaray - RSC Anderlecht - FC Copenhague - FC Bâle - Austria Vienne - Viktoria Plzeň - Steaua Bucarest - Celtic Glasgow | - Galatasaray - RSC Anderlecht - FC Copenhague - FC Bâle - Austria Vienne - Viktoria Plzeň - Steaua Bucarest - Celtic Glasgow | - Galatasaray - RSC Anderlecht - FC Copenhague - FC Bâle - Austria Vienne - Viktoria Plzeň - Steaua Bucarest - Celtic Glasgow |

## Phase de groupes

### Matchs et classements
Légende des classements
- Qualifié pour les huitièmes de finale

Légende des résultats
- Victoire à domicile
- Match nul
- Victoire à l'extérieur

#### Groupe A
| Rang | Équipe            | Pts | J | G | N | P | Bp | Bc | Diff |  | Résultats (▼ dom., ► ext.) | Drapeau de l'Espagne | Drapeau de l'Ukraine | Drapeau de l'Allemagne | Drapeau de l'Angleterre |
| ---- | ----------------- | --- | - | - | - | - | -- | -- | ---- |  | -------------------------- | -------------------- | -------------------- | ---------------------- | ----------------------- |
| 1    | Real Sociedad     | 10  | 6 | 3 | 1 | 2 | 9  | 6  | +3   |  | Real Sociedad              |                      | 3-2                  | 0-1                    | 0-2                     |
| 2    | Shakhtar Donetsk  | 9   | 6 | 2 | 3 | 1 | 9  | 8  | +1   |  | Shakhtar Donetsk           | 0-0                  |                      | 2-2                    | 2-1                     |
| 3    | Bayer Leverkusen  | 7   | 6 | 2 | 1 | 3 | 11 | 14 | -3   |  | Bayer Leverkusen           | 1-5                  | 1-2                  |                        | 3-1                     |
| 4    | Manchester United | 7   | 6 | 2 | 1 | 3 | 9  | 10 | -1   |  | Manchester United          | 0-1                  | 1-1                  | 4-3                    |                         |

#### Groupe B
| Rang | Équipe        | Pts | J | G | N | P | Bp | Bc | Diff |  | Résultats (▼ dom., ► ext.) | Drapeau de l'Espagne | Drapeau du Danemark | Drapeau de l'Italie | Drapeau de la Turquie |
| ---- | ------------- | --- | - | - | - | - | -- | -- | ---- |  | -------------------------- | -------------------- | ------------------- | ------------------- | --------------------- |
| 1    | Real Madrid   | 11  | 6 | 3 | 2 | 1 | 16 | 8  | +8   |  | Real Madrid                |                      | 1-1                 | 6-2                 | 4-1                   |
| 2    | FC Copenhague | 10  | 6 | 2 | 4 | 0 | 11 | 9  | +2   |  | FC Copenhague              | 3-2                  |                     | 2-2                 | 2-2                   |
| 3    | Juventus      | 8   | 6 | 2 | 2 | 2 | 14 | 13 | +1   |  | Juventus                   | 0-2                  | 2-2                 |                     | 3-1                   |
| 4    | Galatasaray   | 2   | 6 | 0 | 2 | 4 | 5  | 16 | -11  |  | Galatasaray                | 1-1                  | 0-1                 | 0-5                 |                       |

#### Groupe C
| Rang | Équipe              | Pts | J | G | N | P | Bp | Bc | Diff |  | Résultats (▼ dom., ► ext.) | Drapeau du Portugal | Drapeau de la France | Drapeau de la Belgique | Drapeau de la Grèce |
| ---- | ------------------- | --- | - | - | - | - | -- | -- | ---- |  | -------------------------- | ------------------- | -------------------- | ---------------------- | ------------------- |
| 1    | Benfica Lisbonne    | 14  | 6 | 4 | 2 | 0 | 15 | 5  | +10  |  | Benfica Lisbonne           |                     | 1-1                  | 3-0                    | 0-0                 |
| 2    | Paris Saint-Germain | 7   | 6 | 1 | 4 | 1 | 5  | 7  | -2   |  | Paris Saint-Germain        | 1-4                 |                      | 1-1                    | 1-1                 |
| 3    | RSC Anderlecht      | 5   | 6 | 1 | 2 | 3 | 8  | 13 | -5   |  | RSC Anderlecht             | 3-6                 | 0-1                  |                        | 4-2                 |
| 4    | Olympiakos          | 4   | 6 | 0 | 4 | 2 | 3  | 6  | -3   |  | Olympiakos                 | 0-1                 | 0-0                  | 0-0                    |                     |

#### Groupe D
| Rang | Équipe          | Pts | J | G | N | P | Bp | Bc | Diff |  | Résultats (▼ dom., ► ext.) | Drapeau de la Russie | Drapeau de l'Angleterre | Drapeau de l'Allemagne | Drapeau de la Tchéquie |
| ---- | --------------- | --- | - | - | - | - | -- | -- | ---- |  | -------------------------- | -------------------- | ----------------------- | ---------------------- | ---------------------- |
| 1    | CSKA Moscou     | 13  | 6 | 4 | 1 | 1 | 13 | 4  | +9   |  | CSKA Moscou                |                      | 1-1                     | 1-2                    | 5-0                    |
| 2    | Manchester City | 11  | 6 | 3 | 2 | 1 | 15 | 4  | +11  |  | Manchester City            | 1-2                  |                         | 6-0                    | 3-0                    |
| 3    | Bayern Munich   | 10  | 6 | 3 | 1 | 2 | 10 | 10 | 0    |  | Bayern Munich              | 0-2                  | 0-0                     |                        | 4-0                    |
| 4    | Viktoria Plzeň  | 0   | 6 | 0 | 0 | 6 | 2  | 22 | -20  |  | Viktoria Plzeň             | 0-2                  | 1-4                     | 1-4                    |                        |

#### Groupe E
| Rang | Équipe          | Pts | J | G | N | P | Bp | Bc | Diff |  | Résultats (▼ dom., ► ext.) | Drapeau de l'Angleterre | Drapeau de l'Allemagne | Drapeau de la Roumanie | Drapeau de la Suisse |
| ---- | --------------- | --- | - | - | - | - | -- | -- | ---- |  | -------------------------- | ----------------------- | ---------------------- | ---------------------- | -------------------- |
| 1    | Chelsea         | 18  | 6 | 6 | 0 | 0 | 18 | 1  | +17  |  | Chelsea                    |                         | 1-0                    | 5-0                    | 4-0                  |
| 2    | Schalke 04      | 10  | 6 | 3 | 1 | 2 | 14 | 5  | +9   |  | Schalke 04                 | 0-2                     |                        | 3-0                    | 5-1                  |
| 3    | Steaua Bucarest | 5   | 6 | 1 | 2 | 3 | 5  | 15 | -10  |  | Steaua Bucarest            | 0-4                     | 1-1                    |                        | 1-1                  |
| 4    | FC Bâle         | 1   | 6 | 0 | 1 | 5 | 4  | 19 | -15  |  | FC Bâle                    | 1-2                     | 0-5                    | 1-3                    |                      |

#### Groupe F
| Rang | Équipe                 | Pts | J | G | N | P | Bp | Bc | Diff |  | Résultats (▼ dom., ► ext.) | Drapeau de l'Angleterre | Drapeau de l'Italie | Drapeau de l'Allemagne | Drapeau de la France |
| ---- | ---------------------- | --- | - | - | - | - | -- | -- | ---- |  | -------------------------- | ----------------------- | ------------------- | ---------------------- | -------------------- |
| 1    | Arsenal                | 9   | 6 | 2 | 3 | 1 | 12 | 7  | +5   |  | Arsenal                    |                         | 4-1                 | 0-0                    | 1-1                  |
| 2    | SSC Naples             | 9   | 6 | 3 | 0 | 3 | 8  | 9  | -1   |  | SSC Naples                 | 2-1                     |                     | 1-0                    | 2-0                  |
| 3    | Borussia Dortmund      | 8   | 6 | 2 | 2 | 2 | 10 | 10 | 0    |  | Borussia Dortmund          | 2-2                     | 2-1                 |                        | 5-2                  |
| 4    | Olympique de Marseille | 7   | 6 | 2 | 1 | 3 | 10 | 14 | -4   |  | Olympique de Marseille     | 1-4                     | 4-1                 | 2-1                    |                      |

#### Groupe G
| Rang | Équipe                   | Pts | J | G | N | P | Bp | Bc | Diff |  | Résultats (▼ dom., ► ext.) | Drapeau de l'Espagne | Drapeau de l'Autriche | Drapeau du Portugal | Drapeau de la Russie |
| ---- | ------------------------ | --- | - | - | - | - | -- | -- | ---- |  | -------------------------- | -------------------- | --------------------- | ------------------- | -------------------- |
| 1    | Atlético Madrid          | 13  | 6 | 4 | 1 | 1 | 17 | 14 | +3   |  | Atlético Madrid            |                      | 2-1                   | 3-2                 | 4-2                  |
| 2    | Austria Vienne           | 11  | 6 | 3 | 2 | 1 | 12 | 6  | +6   |  | Austria Vienne             | 3-3                  |                       | 3-0                 | 2-1                  |
| 3    | FC Porto                 | 8   | 6 | 2 | 2 | 2 | 9  | 10 | -1   |  | FC Porto                   | 3-1                  | 0-0                   |                     | 2-2                  |
| 4    | Zénith Saint-Pétersbourg | 1   | 6 | 0 | 1 | 5 | 9  | 17 | -8   |  | Zénith Saint-Pétersbourg   | 3-4                  | 0-3                   | 1-2                 |                      |

#### Groupe H
| Rang | Équipe         | Pts | J | G | N | P | Bp | Bc | Diff |  | Résultats (▼ dom., ► ext.) | Drapeau de l'Espagne | Drapeau de l'Italie | Drapeau de l'Écosse | Drapeau des Pays-Bas |
| ---- | -------------- | --- | - | - | - | - | -- | -- | ---- |  | -------------------------- | -------------------- | ------------------- | ------------------- | -------------------- |
| 1    | FC Barcelone   | 16  | 6 | 5 | 1 | 0 | 20 | 5  | +15  |  | FC Barcelone               |                      | 1-1                 | 3-0                 | 4-1                  |
| 2    | AC Milan       | 8   | 5 | 2 | 2 | 1 | 10 | 11 | -1   |  | AC Milan                   | 2-6                  |                     | 3-1                 | 1                    |
| 3    | Celtic Glasgow | 4   | 6 | 1 | 1 | 4 | 8  | 12 | -4   |  | Celtic Glasgow             | 1-2                  | 1-1                 |                     | 4-1                  |
| 4    | Ajax Amsterdam | 3   | 5 | 1 | 0 | 4 | 6  | 16 | -10  |  | Ajax Amsterdam             | 0-4                  | 2-3                 | 2-1                 |                      |

1 Le match a été annulé en raison du refus des joueurs de l'Ajax de prendre le terrain, car ils considéraient que son état ne suffisait pas à assurer leur sécurité. Le match était sans importance pour la qualification pour les huitièmes de finale.

## Phase finale

### Qualification et tirage au sort
Les huit premiers et les huit deuxièmes de chaque groupe participent à la phase finale, qui débute par les huitièmes de finale. Le tirage au sort du tableau final (des huitièmes de finale à la finale) de l'UEFA Youth League 2013-2014 a lieu le lundi 16 décembre 2013.
Deux équipes d'une même association nationale ne peuvent se rencontrer en huitièmes de finale, de même que deux équipes issues du même groupe. Cette limitation est levée à partir des quarts de finale.
| Groupe | 1er de groupe - Tête de série | 2e de groupe - Non-tête de série |
| ------ | ----------------------------- | -------------------------------- |
| A      | Real Sociedad                 | Shakhtar Donetsk                 |
| B      | Real Madrid                   | FC Copenhague                    |
| C      | Benfica Lisbonne              | Paris Saint-Germain              |
| D      | CSKA Moscou                   | Manchester City                  |
| E      | Chelsea                       | Schalke 04                       |
| F      | Arsenal                       | SSC Naples                       |
| G      | Atlético Madrid               | Austria Vienne                   |
| H      | FC Barcelone                  | AC Milan                         |

### Tableau final
|  | Huitièmes de finale                                    | Huitièmes de finale                     | Huitièmes de finale                          | Huitièmes de finale                     |                     |                     | Quarts de finale                    | Quarts de finale                    | Quarts de finale                    | Quarts de finale                    |  |  | Demi-finales                        | Demi-finales                        | Demi-finales                        | Demi-finales                        |  |  | Finale                              | Finale                              | Finale                              | Finale                              |
|  |                                                        |                                         |                                              |                                         |                     |                     |                                     |                                     |                                     |                                     |  |  |                                     |                                     |                                     |                                     |  |  |                                     |                                     |                                     |                                     |
|  | 26 février 2014, Rodina Stadium, Khimki                | 26 février 2014, Rodina Stadium, Khimki | 26 février 2014, Rodina Stadium, Khimki      | 26 février 2014, Rodina Stadium, Khimki |                     |                     | 11 mars 2014, Stade Charléty, Paris | 11 mars 2014, Stade Charléty, Paris | 11 mars 2014, Stade Charléty, Paris | 11 mars 2014, Stade Charléty, Paris |  |  | 11 avril 2014, Stade Colovray, Nyon | 11 avril 2014, Stade Colovray, Nyon | 11 avril 2014, Stade Colovray, Nyon | 11 avril 2014, Stade Colovray, Nyon |  |  | 14 avril 2014, Stade Colovray, Nyon | 14 avril 2014, Stade Colovray, Nyon | 14 avril 2014, Stade Colovray, Nyon | 14 avril 2014, Stade Colovray, Nyon |
|  | CSKA Moscou                                            | CSKA Moscou                             | 1                                            | 1                                       |                     |                     | 11 mars 2014, Stade Charléty, Paris | 11 mars 2014, Stade Charléty, Paris | 11 mars 2014, Stade Charléty, Paris | 11 mars 2014, Stade Charléty, Paris |  |  | 11 avril 2014, Stade Colovray, Nyon | 11 avril 2014, Stade Colovray, Nyon | 11 avril 2014, Stade Colovray, Nyon | 11 avril 2014, Stade Colovray, Nyon |  |  | 14 avril 2014, Stade Colovray, Nyon | 14 avril 2014, Stade Colovray, Nyon | 14 avril 2014, Stade Colovray, Nyon | 14 avril 2014, Stade Colovray, Nyon |
|  | CSKA Moscou                                            | CSKA Moscou                             | 1                                            | 1                                       |                     |                     | 11 mars 2014, Stade Charléty, Paris | 11 mars 2014, Stade Charléty, Paris | 11 mars 2014, Stade Charléty, Paris | 11 mars 2014, Stade Charléty, Paris |  |  | 11 avril 2014, Stade Colovray, Nyon | 11 avril 2014, Stade Colovray, Nyon | 11 avril 2014, Stade Colovray, Nyon | 11 avril 2014, Stade Colovray, Nyon |  |  | 14 avril 2014, Stade Colovray, Nyon | 14 avril 2014, Stade Colovray, Nyon | 14 avril 2014, Stade Colovray, Nyon | 14 avril 2014, Stade Colovray, Nyon |
|  | Paris Saint-Germain                                    | Paris Saint-Germain                     | 2                                            | 2                                       |                     |                     | 11 mars 2014, Stade Charléty, Paris | 11 mars 2014, Stade Charléty, Paris | 11 mars 2014, Stade Charléty, Paris | 11 mars 2014, Stade Charléty, Paris |  |  | 11 avril 2014, Stade Colovray, Nyon | 11 avril 2014, Stade Colovray, Nyon | 11 avril 2014, Stade Colovray, Nyon | 11 avril 2014, Stade Colovray, Nyon |  |  | 14 avril 2014, Stade Colovray, Nyon | 14 avril 2014, Stade Colovray, Nyon | 14 avril 2014, Stade Colovray, Nyon | 14 avril 2014, Stade Colovray, Nyon |
|  | Paris Saint-Germain                                    | Paris Saint-Germain                     | 2                                            | 2                                       | Paris Saint-Germain | Paris Saint-Germain | 0                                   | 0                                   |                                     |                                     |  |  | 11 avril 2014, Stade Colovray, Nyon | 11 avril 2014, Stade Colovray, Nyon | 11 avril 2014, Stade Colovray, Nyon | 11 avril 2014, Stade Colovray, Nyon |  |  | 14 avril 2014, Stade Colovray, Nyon | 14 avril 2014, Stade Colovray, Nyon | 14 avril 2014, Stade Colovray, Nyon | 14 avril 2014, Stade Colovray, Nyon |
|  | 26 février 2014, Stade Alfredo Di Stéfano, Madrid      |                                         |                                              |                                         | Paris Saint-Germain | Paris Saint-Germain | 0                                   | 0                                   |                                     |                                     |  |  | 11 avril 2014, Stade Colovray, Nyon | 11 avril 2014, Stade Colovray, Nyon | 11 avril 2014, Stade Colovray, Nyon | 11 avril 2014, Stade Colovray, Nyon |  |  | 14 avril 2014, Stade Colovray, Nyon | 14 avril 2014, Stade Colovray, Nyon | 14 avril 2014, Stade Colovray, Nyon | 14 avril 2014, Stade Colovray, Nyon |
|  |                                                        |                                         | Real Madrid                                  | Real Madrid                             | 1                   | 1                   |                                     |                                     |                                     |                                     |  |  | 11 avril 2014, Stade Colovray, Nyon | 11 avril 2014, Stade Colovray, Nyon | 11 avril 2014, Stade Colovray, Nyon | 11 avril 2014, Stade Colovray, Nyon |  |  | 14 avril 2014, Stade Colovray, Nyon | 14 avril 2014, Stade Colovray, Nyon | 14 avril 2014, Stade Colovray, Nyon | 14 avril 2014, Stade Colovray, Nyon |
|  | Real Madrid                                            | Real Madrid                             | Real Madrid                                  | Real Madrid                             | 1                   | 1                   | 2                                   | 2                                   |                                     |                                     |  |  | 11 avril 2014, Stade Colovray, Nyon | 11 avril 2014, Stade Colovray, Nyon | 11 avril 2014, Stade Colovray, Nyon | 11 avril 2014, Stade Colovray, Nyon |  |  | 14 avril 2014, Stade Colovray, Nyon | 14 avril 2014, Stade Colovray, Nyon | 14 avril 2014, Stade Colovray, Nyon | 14 avril 2014, Stade Colovray, Nyon |
|  | Real Madrid                                            | Real Madrid                             | 18 mars 2014, Ewen Fields, Hyde              |                                         |                     |                     | 2                                   | 2                                   |                                     |                                     |  |  | 11 avril 2014, Stade Colovray, Nyon | 11 avril 2014, Stade Colovray, Nyon | 11 avril 2014, Stade Colovray, Nyon | 11 avril 2014, Stade Colovray, Nyon |  |  | 14 avril 2014, Stade Colovray, Nyon | 14 avril 2014, Stade Colovray, Nyon | 14 avril 2014, Stade Colovray, Nyon | 14 avril 2014, Stade Colovray, Nyon |
|  | SSC Naples                                             | SSC Naples                              | 1                                            | 1                                       |                     |                     |                                     |                                     |                                     |                                     |  |  | 11 avril 2014, Stade Colovray, Nyon | 11 avril 2014, Stade Colovray, Nyon | 11 avril 2014, Stade Colovray, Nyon | 11 avril 2014, Stade Colovray, Nyon |  |  | 14 avril 2014, Stade Colovray, Nyon | 14 avril 2014, Stade Colovray, Nyon | 14 avril 2014, Stade Colovray, Nyon | 14 avril 2014, Stade Colovray, Nyon |
|  | SSC Naples                                             | SSC Naples                              | 1                                            | 1                                       | Real Madrid         | Real Madrid         | 0                                   | 0                                   |                                     |                                     |  |  |                                     |                                     |                                     |                                     |  |  | 14 avril 2014, Stade Colovray, Nyon | 14 avril 2014, Stade Colovray, Nyon | 14 avril 2014, Stade Colovray, Nyon | 14 avril 2014, Stade Colovray, Nyon |
|  | 26 février 2014, Estadio Cerro del Espino, Majadahonda |                                         |                                              |                                         | Real Madrid         | Real Madrid         | 0                                   | 0                                   |                                     |                                     |  |  |                                     |                                     |                                     |                                     |  |  | 14 avril 2014, Stade Colovray, Nyon | 14 avril 2014, Stade Colovray, Nyon | 14 avril 2014, Stade Colovray, Nyon | 14 avril 2014, Stade Colovray, Nyon |
|  |                                                        |                                         | Benfica Lisbonne                             | Benfica Lisbonne                        | 4                   | 4                   |                                     |                                     |                                     |                                     |  |  |                                     |                                     |                                     |                                     |  |  | 14 avril 2014, Stade Colovray, Nyon | 14 avril 2014, Stade Colovray, Nyon | 14 avril 2014, Stade Colovray, Nyon | 14 avril 2014, Stade Colovray, Nyon |
|  | Atlético Madrid                                        | Atlético Madrid                         | Benfica Lisbonne                             | Benfica Lisbonne                        | 4                   | 4                   | 0                                   | 0                                   |                                     |                                     |  |  |                                     |                                     |                                     |                                     |  |  | 14 avril 2014, Stade Colovray, Nyon | 14 avril 2014, Stade Colovray, Nyon | 14 avril 2014, Stade Colovray, Nyon | 14 avril 2014, Stade Colovray, Nyon |
|  | Atlético Madrid                                        | Atlético Madrid                         | 11 avril 2014, Stade Colovray, Nyon          |                                         |                     |                     | 0                                   | 0                                   |                                     |                                     |  |  |                                     |                                     |                                     |                                     |  |  | 14 avril 2014, Stade Colovray, Nyon | 14 avril 2014, Stade Colovray, Nyon | 14 avril 2014, Stade Colovray, Nyon | 14 avril 2014, Stade Colovray, Nyon |
|  | Manchester City                                        | Manchester City                         | 1                                            | 1                                       |                     |                     |                                     |                                     |                                     |                                     |  |  |                                     |                                     |                                     |                                     |  |  | 14 avril 2014, Stade Colovray, Nyon | 14 avril 2014, Stade Colovray, Nyon | 14 avril 2014, Stade Colovray, Nyon | 14 avril 2014, Stade Colovray, Nyon |
|  | Manchester City                                        | Manchester City                         | 1                                            | 1                                       | Manchester City     | Manchester City     | 1                                   | 1                                   |                                     |                                     |  |  |                                     |                                     |                                     |                                     |  |  | 14 avril 2014, Stade Colovray, Nyon | 14 avril 2014, Stade Colovray, Nyon | 14 avril 2014, Stade Colovray, Nyon | 14 avril 2014, Stade Colovray, Nyon |
|  | 26 février 2014, Futebol Campus, Seixal                |                                         |                                              |                                         | Manchester City     | Manchester City     | 1                                   | 1                                   |                                     |                                     |  |  |                                     |                                     |                                     |                                     |  |  | 14 avril 2014, Stade Colovray, Nyon | 14 avril 2014, Stade Colovray, Nyon | 14 avril 2014, Stade Colovray, Nyon | 14 avril 2014, Stade Colovray, Nyon |
|  |                                                        |                                         | Benfica Lisbonne                             | Benfica Lisbonne                        | 2                   | 2                   |                                     |                                     |                                     |                                     |  |  |                                     |                                     |                                     |                                     |  |  | 14 avril 2014, Stade Colovray, Nyon | 14 avril 2014, Stade Colovray, Nyon | 14 avril 2014, Stade Colovray, Nyon | 14 avril 2014, Stade Colovray, Nyon |
|  | Benfica Lisbonne                                       | Benfica Lisbonne                        | Benfica Lisbonne                             | Benfica Lisbonne                        | 2                   | 2                   | 4                                   | 4                                   |                                     |                                     |  |  |                                     |                                     |                                     |                                     |  |  | 14 avril 2014, Stade Colovray, Nyon | 14 avril 2014, Stade Colovray, Nyon | 14 avril 2014, Stade Colovray, Nyon | 14 avril 2014, Stade Colovray, Nyon |
|  | Benfica Lisbonne                                       | Benfica Lisbonne                        | 16 mars 2014, Cobham Training Centre, Cobham |                                         |                     |                     | 4                                   | 4                                   |                                     |                                     |  |  |                                     |                                     |                                     |                                     |  |  | 14 avril 2014, Stade Colovray, Nyon | 14 avril 2014, Stade Colovray, Nyon | 14 avril 2014, Stade Colovray, Nyon | 14 avril 2014, Stade Colovray, Nyon |
|  | Austria Vienne                                         | Austria Vienne                          | 1                                            | 1                                       |                     |                     |                                     |                                     |                                     |                                     |  |  |                                     |                                     |                                     |                                     |  |  | 14 avril 2014, Stade Colovray, Nyon | 14 avril 2014, Stade Colovray, Nyon | 14 avril 2014, Stade Colovray, Nyon | 14 avril 2014, Stade Colovray, Nyon |
|  | Austria Vienne                                         | Austria Vienne                          | 1                                            | 1                                       | Benfica Lisbonne    | Benfica Lisbonne    | 0                                   | 0                                   |                                     |                                     |  |  |                                     |                                     |                                     |                                     |  |  |                                     |                                     |                                     |                                     |
|  | 25 février 2014, Cobham Training Centre, Cobham        |                                         |                                              |                                         | Benfica Lisbonne    | Benfica Lisbonne    | 0                                   | 0                                   |                                     |                                     |  |  |                                     |                                     |                                     |                                     |  |  |                                     |                                     |                                     |                                     |
|  |                                                        |                                         | FC Barcelone                                 | FC Barcelone                            | 3                   | 3                   |                                     |                                     |                                     |                                     |  |  |                                     |                                     |                                     |                                     |  |  |                                     |                                     |                                     |                                     |
|  | Chelsea                                                | Chelsea                                 | FC Barcelone                                 | FC Barcelone                            | 3                   | 3                   | 4                                   | 4                                   |                                     |                                     |  |  |                                     |                                     |                                     |                                     |  |  |                                     |                                     |                                     |                                     |
|  | Chelsea                                                | Chelsea                                 |                                              |                                         |                     |                     |                                     | 4                                   |                                     |                                     |  |  |                                     |                                     |                                     |                                     |  |  |                                     |                                     |                                     |                                     |
|  | AC Milan                                               | AC Milan                                | 1                                            | 1                                       |                     |                     |                                     |                                     |                                     |                                     |  |  |                                     |                                     |                                     |                                     |  |  |                                     |                                     |                                     |                                     |
|  | AC Milan                                               | AC Milan                                | 1                                            | 1                                       | Chelsea             | Chelsea             | 1                                   | 1                                   |                                     |                                     |  |  |                                     |                                     |                                     |                                     |  |  |                                     |                                     |                                     |                                     |
|  | 25 février 2014, Stade d'Anoeta, Saint-Sébastien       |                                         |                                              |                                         | Chelsea             | Chelsea             | 1                                   | 1                                   |                                     |                                     |  |  |                                     |                                     |                                     |                                     |  |  |                                     |                                     |                                     |                                     |
|  |                                                        |                                         | Schalke 04                                   | Schalke 04                              | 3                   | 3                   |                                     |                                     |                                     |                                     |  |  |                                     |                                     |                                     |                                     |  |  |                                     |                                     |                                     |                                     |
|  | Real Sociedad                                          | Real Sociedad                           | Schalke 04                                   | Schalke 04                              | 3                   | 3                   | 1                                   | 1                                   |                                     |                                     |  |  |                                     |                                     |                                     |                                     |  |  |                                     |                                     |                                     |                                     |
|  | Real Sociedad                                          | Real Sociedad                           | 18 mars 2014, Mini Estadi, Barcelone         |                                         |                     |                     | 1                                   | 1                                   |                                     |                                     |  |  |                                     |                                     |                                     |                                     |  |  |                                     |                                     |                                     |                                     |
|  | Schalke 04                                             | Schalke 04                              | 2                                            | 2                                       |                     |                     |                                     |                                     |                                     |                                     |  |  |                                     |                                     |                                     |                                     |  |  |                                     |                                     |                                     |                                     |
|  | Schalke 04                                             | Schalke 04                              | 2                                            | 2                                       | Schalke 04          | Schalke 04          | 0                                   | 0                                   |                                     |                                     |  |  |                                     |                                     |                                     |                                     |  |  |                                     |                                     |                                     |                                     |
|  | 18 février 2014, Mini Estadi, Barcelone                |                                         |                                              |                                         | Schalke 04          | Schalke 04          | 0                                   | 0                                   |                                     |                                     |  |  |                                     |                                     |                                     |                                     |  |  |                                     |                                     |                                     |                                     |
|  |                                                        |                                         | FC Barcelone                                 | FC Barcelone                            | 1                   | 1                   |                                     |                                     |                                     |                                     |  |  |                                     |                                     |                                     |                                     |  |  |                                     |                                     |                                     |                                     |
|  | FC Barcelone                                           | FC Barcelone                            | FC Barcelone                                 | FC Barcelone                            | 1                   | 1                   | 4                                   | 4                                   |                                     |                                     |  |  |                                     |                                     |                                     |                                     |  |  |                                     |                                     |                                     |                                     |
|  | FC Barcelone                                           | FC Barcelone                            |                                              |                                         |                     |                     |                                     | 4                                   |                                     |                                     |  |  |                                     |                                     |                                     |                                     |  |  |                                     |                                     |                                     |                                     |
|  | FC Copenhague                                          | FC Copenhague                           | 1                                            | 1                                       |                     |                     |                                     |                                     |                                     |                                     |  |  |                                     |                                     |                                     |                                     |  |  |                                     |                                     |                                     |                                     |
|  | FC Copenhague                                          | FC Copenhague                           | 1                                            | 1                                       | FC Barcelone        | FC Barcelone        | 4                                   | 4                                   |                                     |                                     |  |  |                                     |                                     |                                     |                                     |  |  |                                     |                                     |                                     |                                     |
|  | 25 février 2014, Meadow Park, Borehamwood              |                                         |                                              |                                         | FC Barcelone        | FC Barcelone        | 4                                   | 4                                   |                                     |                                     |  |  |                                     |                                     |                                     |                                     |  |  |                                     |                                     |                                     |                                     |
|  |                                                        |                                         | Arsenal                                      | Arsenal                                 | 2                   | 2                   |                                     |                                     |                                     |                                     |  |  |                                     |                                     |                                     |                                     |  |  |                                     |                                     |                                     |                                     |
|  | Arsenal                                                | Arsenal                                 | Arsenal                                      | Arsenal                                 | 2                   | 2                   | 3                                   | 3                                   |                                     |                                     |  |  |                                     |                                     |                                     |                                     |  |  |                                     |                                     |                                     |                                     |
|  | Arsenal                                                | Arsenal                                 |                                              |                                         |                     |                     |                                     | 3                                   |                                     |                                     |  |  |                                     |                                     |                                     |                                     |  |  |                                     |                                     |                                     |                                     |
|  | Shakhtar Donetsk                                       | Shakhtar Donetsk                        | 1                                            | 1                                       |                     |                     |                                     |                                     |                                     |                                     |  |  |                                     |                                     |                                     |                                     |  |  |                                     |                                     |                                     |                                     |
|  | Shakhtar Donetsk                                       | Shakhtar Donetsk                        | 1                                            | 1                                       |                     |                     |                                     |                                     |                                     |                                     |  |  |                                     |                                     |                                     |                                     |  |  |                                     |                                     |                                     |                                     |
|  |                                                        |                                         |                                              |                                         |                     |                     |                                     |                                     |                                     |                                     |  |  |                                     |                                     |                                     |                                     |  |  |                                     |                                     |                                     |                                     |

### Huitièmes de finale
À partir des 8es de finale, les rencontres de se jouent sur un seul match les 18, 19, 25 et 26 février 2014. Les vainqueurs de groupe recevant une équipe classée deuxième sur un match simple.
Des équipes de la même association ou du même groupe ne peuvent se rencontrer à ce stade.
| Club             | Score | Club                |
| ---------------- | ----- | ------------------- |
| FC Barcelone     | 4-1   | FC Copenhague       |
| CSKA Moscou      | 1-2   | Paris Saint-Germain |
| Atlético Madrid  | 0-1   | Manchester City     |
| Chelsea          | 4-1   | AC Milan            |
| Real Madrid      | 2-1   | SSC Naples          |
| Benfica Lisbonne | 4-1   | Austria Vienne      |
| Arsenal          | 3-1   | Shakhtar Donetsk    |
| Real Sociedad    | 1-2   | Schalke 04          |

### Quarts de finale
Le parcours pour le reste de la compétition est également déterminé le 16 décembre lors d'un tirage au sort ouvert pour les quarts de finale, les demi-finales et la finale. Tous ces tours se disputent en un seul match.
Les deux demi-finales sur un seul match (11 avril 2014) et la finale (14 avril) ont lieu dans le cadre d'un tournoi à quatre équipes au siège de l'UEFA à Nyon (Suisse).
| Club                | Score | Club             |
| ------------------- | ----- | ---------------- |
| FC Barcelone        | 4-2   | Arsenal          |
| Chelsea             | 1-3   | Schalke 04       |
| Paris Saint-Germain | 0-1   | Real Madrid      |
| Manchester City     | 1-2   | Benfica Lisbonne |

### Demi-finales
Les demi-finales se disputent sur une seule rencontre, le vendredi 11 avril 2014, à Nyon en Suisse.
| Club        | Score | Club             |
| ----------- | ----- | ---------------- |
| Real Madrid | 0-4   | Benfica Lisbonne |
| Schalke 04  | 0-1   | FC Barcelone     |

### Finale
La finale se dispute sur une seule rencontre, le lundi 14 avril 2014, à Nyon en Suisse, au Stade Colovray.
| Club             | Score | Club         |
| ---------------- | ----- | ------------ |
| Benfica Lisbonne | 0-3   | FC Barcelone |

## Nombre d'équipes par association et par tour
| Allemagne           |                     | 4 Dortmund, Bayern, Schalke, Leverkusen           |                                                  |                               | 1 Schalke |           |             |  |  |
| Angleterre          |                     | 4 Chelsea, Man. Utd, Arsenal, Man. City           |                                                  | 3 Chelsea, Arsenal, Man. City |           |           |             |  |  |
| Espagne             |                     | 4 Atletico Madrid, Barcelone, Real, Real Sociedad | 2 Atletico Madrid, Real Sociedad                 |                               | 1 Real    |           | 1 Barcelone |  |  |
| France              |                     | 2 Marseille, PSG                                  |                                                  | 1 PSG                         |           |           |             |  |  |
| Italie              |                     | 3 AC Milan, Juventus, Naples                      | 2 AC Milan, Naples                               |                               |           |           |             |  |  |
| Portugal            |                     | 2 Porto, Benfica                                  |                                                  |                               |           | 1 Benfica |             |  |  |
| Russie              |                     | 2 Zénith, CSKA                                    | 1 CSKA                                           |                               |           |           |             |  |  |
| Autres associations | Autres associations | 11                                                | 3 Chaktar Donetsk, FC Copenhague, Austria Vienne |                               |           |           |             |  |  |
| Total               | Total               | 32                                                | 8                                                | 4                             | 2         | 1         | 1           |  |  |

## Classements annexes

### Buteurs
| Rang | Buteur                  | équipe            | Buts | Minutes jouées |
| ---- | ----------------------- | ----------------- | ---- | -------------- |
| 1    | Munir El Haddadi        | FC Barcelone      | 11   | 704            |
| 2    | Devante Cole            | Manchester City   | 6    | 578            |
| 3    | John Swift              | Chelsea FC        | 6    | 630            |
| 4    | Rochinha                | Benfica Lisbonne  | 6    | 732            |
| 5    | Florian Pick            | Schalke 04        | 5    | 503            |
| 6    | Gennaro Tutino          | SSC Naples        | 5    | 520            |
| 7    | Juan José Narváez       | Real Madrid       | 5    | 523            |
| 8    | Marcos Lopes            | Manchester City   | 5    | 530            |
| 9    | James Wilson            | Manchester United | 5    | 540            |
| 10   | Svyatoslav Georguievski | CSKA Moscou       | 5    | 553            |

### Passeurs
| Rang | Passeur             | Club              | Passes | Minutes jouées |
| ---- | ------------------- | ----------------- | ------ | -------------- |
| 1    | Munir El Haddadi    | FC Barcelone      | 5      | 704            |
| 2    | Rochinha            | Benfica Lisbonne  | 5      | 732            |
| 3    | Zacharie Enguene    | FC Barcelone      | 4      | 826            |
| 4    | Mohamed El Ouriachi | FC Barcelone      | 3      | 257            |
| 5    | Denys Arendaruk     | Chakhtar Donetsk  | 3      | 288            |
| 6    | Davide Di Molfetta  | AC Milan          | 3      | 324            |
| 7    | Younes Bnou-Marzouk | Juventus          | 3      | 351            |
| 8    | Sam Byrne           | Manchester United | 3      | 351            |
| 9    | Enzo Fernández      | Real Madrid       | 3      | 352            |
| 10   | Jon Toral           | Arsenal           | 3      | 422            |